# Aldobrandino III d'Este

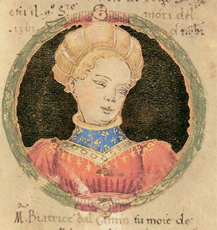
Béatrice da Camino.

Aldobrandino III d'Este (1335-1361) est un condottiere et homme politique italien membre de la Maison d'Este.

## Enfance et accession au pouvoir
Fils aîné du marquis Obizzo III d'Este, seigneur de Ferrare et de Modène, et de Lippa Ariosti, sa seconde épouse (union légitimée seulement en 1347), il naît le 14 septembre 1335. Avec ses frères et sœurs nés avant le mariage (Rinaldo, Nicolas, Azzone, Alda, Béatrice et Alisia), il est légitimé en 1346. En 1350, le pape Clément VI proroge le vicariat apostolique que la famille D'Este s'est vu confier sur Ferrare, cité rattachée à la Papauté.
En 1351, il épouse Béatrice da Camino, fille de Rizzardo Novello, seigneur de Trévise et cousin d'Alberto et Mastino Della Scala, alors seigneurs de Vérone. 
Le 20 mars 1352, à la mort de son père, il recueille, avec l'assentiment de l'Église, l'héritage paternel à Ferrare et à Modène, où il doit le partager avec ses frères selon le vœu des autorités municipales. Cet héritage est contesté par ses cousins Francesco II et Rinaldo da Niccolò. Le premier trouve refuge à Rimini, le second à Bologne, villes d'où ils continuent à intriguer contre Aldobrandino. Francesco et Rinaldo bénéficient du soutien de Giacomino da Carrara, seigneur de Padoue et des Malatesta, seigneurs de Rimini, ainsi que de Louis I de Gonzague, seigneur de Mantoue. Aldobrandino peut compter sur le soutien de Cangrande II Della Scala, seigneur de Vérone et de Vicence.
Le différend est finalement arbitré par Venise : pour le régler, la Maison D'Este cède Vighizzolo à  Giacomino da Carrara en échange, entre autres, de droits sur le Polésine de Rovigo.
Malgré une intervention malencontreuse, mais de bonne foi, dans les affaires de Vérone (février 1354) Ferrare reste proche de Vérone et les D'Este des Della Scala. 
À l'époque, les potentats de l'Italie du nord s'inquiètent de l'expansionnisme milanais incarné par la puissante dynastie des Visconti. En 1354, les Vénitiens parviennent à former une alliance avec la Maison D'Este, les Da Carrara (Padoue), les Manfredi (Faenza) , les Della Scala (Vérone) et les Gonzague (Mantoue). Ensemble, ils en appellent à l'empereur Charles IV de Luxembourg pour qu'il intervienne et pacifie le nord de la péninsule. 

## La guerre contre Milan
Les hostilités entre les alliés et les Milanais débutent en mai et ont pour théâtre les domaines de la Maison D'Este. Le territoire de Modène est mis à feu et à sang et les Milanais et leurs alliés prennent les places fortes de Sassuolo, Spezzano et Guiglia. Alors que Modène est sur le point de tomber, la ligue anti-viscontéenne parvient à retourner la situation en mettant à sa solde les grandes compagnies qui se proposent alors au plus offrant. Ils libèrent la province de Modène et se portent sur Crémone et Brescia, possessions de leurs ennemis. Le 5 octobre, la mort de Giovanni Visconti, archevêque et seigneur de Milan, met les belligérants dans l'expectative.

## Arrivée de l'Empereur en Italie
Le 14 octobre l'empereur Charles IV de Luxembourg, roi de Germanie et de Bohème, répondant aux sollicitations du parti anti-milanais, fait son entrée à Udine. Le 4 novembre, il est à Padoue, où Aldobrandino vient lui rendre hommage, obtenant, pour la Maison D'Este, la bienveillance de son protecteur et la confirmation de ses prérogatives et de ses possessions. Le 6 novembre, l'Empereur légitime sa naissance et celle de ses frères et sœurs. Le 7, Aldobrandino obtient confirmation des droits que la Maison D'Este tient de l'Empire, notamment sur le comté de Rovigo, Adria, Ariano, l'abbaye de la Vangadizza (en territoire véronais), Lendinara, Argenta, Sant'Alberto (près de Ravenne), Comacchio. Enfin, l'Empereur lui confirme le vicariat impérial sur Modène.
L'Empereur, auquel la ligue a délégué la solution de la crise avec Milan, parvient, le 8 janvier 1355, à forcer une trêve de quatre mois entre les belligérants, trêve que  ces derniers s'ingénient à mettre en péril.

## Insurrection de Bologne
Il semble en effet que Ferrare ne soit pas étrangère à l'insurrection fomentée, à Bologne, par Giovanni dei Visconti di Oleggio (17 avril 1355). Une fois celle-ci déclarée, Aldobrandino appuie les rebelles, qui s'emparent de toutes les places fortes de la province de Bologne. Le conflit reprend après le départ de l'Empereur, et s'étend, par le jeu des alliances, à toute l'Italie du nord, en raison des décisions que ce dernier à prises concernant Pavie. De l'été 1355 à l'été 1358, de l'Adriatique à la côte ligure, les puissances locales, l'Empire et la Papauté sont entraînés dans un conflit auquel viennent s'ajouter des capitaines de fortune à la tête de leurs grandes compagnies. Ferrare participe activement, durant toute cette période, aux opérations militaires contre les Visconti, sans toutefois abandonner le jeu diplomatique.

## Action diplomatique
Dans la seconde moitié de 1355 Aldobrandino s'active en effet pour renforcer la coalition anti-viscontéenne, mise à mal par les démarches de paix séparée conclues par Venise le 31 mai. Se joignent ainsi progressivement à la coalition Jean II Paléologue et la commune de Pavie, puis Bologne, puis Gênes, puis l'Église. La diplomatie ferraraise reste cependant attentive aux demandes de l'Empereur, qui continue à plaider pour la paix, du moment qu'elles visent à rabaisser Venise et Milan et à être, pour cela, bénéfiques aux intérêts des puissances mineures.

## Pourparlers de paix
Après trois années de dévastations réciproques et infructueuses, et malgré une campagne d'hiver qui lui a été plutôt favorable, Aldobrandino décide de négocier et, en mars 1358, reçoit à Ferrare les plénipotentiaires des Visconti, avec lesquels il marchande une trêve séparée, initiant ainsi une réaction en chaîne qui se termine à Milan, le 8 juin 1358, par la signature de la paix et le retour au statu quo ante, agrémenté de dispositions destinées à souder les anciens adversaires contre le nouveau péril que représentent les grandes compagnies. Aldobrandino doit donc restituer à son cousin Francesco II d'Este les biens qu'il lui a confisqués, durant le conflit, pour haute trahison et récupère toutes les propriétés de la Maison D'Este que les nobliaux de la province de Modène lui ont soustraites durant le conflit.
La diplomatie ferraraise tire les enseignements de ces trois années de guerre frontale contre les Visconti. Pendant les trois années qui lui restent à vivre, Aldobrandino se fera beaucoup plus prudent, arrangeant avec les Visconti et réticent à se laisser entraîner dans de nouvelles aventures militaires par ses anciens alliés, par le camp impérial ou par la Papauté.

## Nouveaux équilibres
Entre 1360 et 1361, le sort de Bologne est réglé : la ville passe définitivement et totalement sous le contrôle de l'Église (15 mars 1360) et l'affrontement entre Milan et la Papauté éclate au grand jour. Dans ce nouveau contexte, Ferrare joue la carte de la diplomatie, ce qui permet à la Maison D'Este de se voir confirmer, en 1360 et pour sept années supplémentaires, le vicariat apostolique sur Ferrare, puis l'année suivante, moyennant des conditions assez drastiques sur le territoire de Bologne.

## Mort et succession
Aldobrandino III D'Este meurt à Ferrare dans la nuit du 2 au 3 novembre 1361, âgé de 26 ans. 
Il laisse derrière lui sa très jeune épouse et deux enfants : Verde, née en 1354, et Obizzo, quatrième du nom, âgé d'à peine cinq ans,.
Son frère Nicolas II d'Este, dit lo zoppo (le boiteux) lui succède.

## Généalogie sommaire de la maison D'Este du temps d'Aldobrandino III
- Obizzo II d'Este († 1293), Seigneur de Ferrare, de Modène et de Reggio.
Assassiné, probablement par son fils et successeur Azzo VIII.
  - Azzo VIII d'Este, dit Azzone († 1308).
    - Régence de Fresco, pour le compte de son fils Foulques, neveu d'Azzone.

1309 - Les D'Este sont chassés de Ferrare par les armées du Pape.

1317 - Retour de la famille D'Este à Ferrare.

- - Aldobrandino II d'Este († 1326). Frère d'Azzone.
Seigneur de Ferrare de 1317 à 1326.
Se retire à Bologne et organise la réconciliation de ses fils et de leurs cousins.
    - Rinaldo II d'Este († 1335). Coseigneur de Ferrare de 1326 à sa mort.
    - Obizzo III d'Este († 1352). Coseigneur de Ferrare de 1326 à 1343. Seul à gouverner de 1344 à sa mort.
      - Aldobrandino III D'Este († 1361)
        - Verde d'Este
        - Obizzo IV d'Este

      - Rinaldo d'Este
      - Azzone d'Este
      - Nicolas II d'Este
      - Alda d'Este
      - Béatrice d'Este
      - Alisia d'Este
      - Alberto V d'Este
      - Ugo d'Este

    - Nicolas I d'Este († 1344). Coseigneur de Ferrare de 1326 à sa mort.
      - Rinaldo d'Este

  - Francesco d'Este († 1312). Frère d'Azzone.
    - Azzo IX d'Este († 1318). Coseigneur de Ferrare de 1326 à sa mort.
    - Bertoldo d'Este († 1343). Coseigneur de Ferrare de 1326 à sa mort.
      - Francesco II d'Este

Postérité politique d'Aldobrandino III
- - Aldobrandino III d'Este (1335-1361).
Seigneur de Ferrare de 1352 à 1361.
  - Nicolas II d'Este (1338-1388), dit lo zoppo (le boiteux).
Seigneur de Ferrare de 1361 à 1388.
  - Alberto V d'Este (1347-1393)
    - Nicolas III (1383-1441)
      - Lionel (illégitime) (1441-1450)
      - Borso (illégitime) (1450-1471)
      - Hercule I (légitime) (1431-1505)
        - Alphonse I (1505-1534)
          - Hercule II (1534-1559)
            - Alphonse II (1553-1597). Sans héritier.
              - César (1562-1628). Cousin d'Alphonse II. Dernier duc de Ferrare.
En 1597, ses prétentions contestées sur le duché entraînent l'intervention du Pape et la perte de Ferrare.

Le 30 janvier 1598, la Famille D'Este quitte définitivement Ferrare et se replie sur Modène.